# De Weert (buurtschap)
De Weert is een buurtschap in de Limburgse gemeente Stein.
De buurtschap ligt als een eiland tussen de Grensmaas en het grindgat van L'Ortye nabij Maasband en Veldschuur. De buurtschap dankt haar naam aan de Weerterhoeve (Weerterhof), die in De Weert ligt.